# Älvsborgs läns vapen

Älvsborgs läns vapen bygger på Dalslands och Västergötlands  landskapsvapen.

Dalslands landskapsvapen
Västergötlands landskapsvapen

## Källhänvisningar
1. ↑  ”Svenska landskapsvapen”. Svenska Heraldiska Föreningen. 27 mars 2007. Arkiverad från originalet den 2 februari 2009. https://web.archive.org/web/20090202130855/http://www.heraldik.se/rullor/landskap.html. Läst 8 oktober 2012.